# Trsztyenszky Gyula
Trsztyenszky Gyula (Ostffyasszonyfa, 1834. január 28. – Nagygeresd, 1884. július 7.) evangélikus esperes-lelkész.

## Élete
Trsztyenszky János és Diskay Julia földbirtokos szülők fia. Tanulmányait otthon és 1846-tól a középiskolai III. osztályában kezdve Sopronban végezte. A szabadságharc alatt zárva voltak a soproni iskolák, ezért magánúton végzett két osztályt és 1850-ben újra Sopronba ment. Majd 1853 őszén a bécsi teológiai intézetbe iratkozott be. 1855-ben nemesdömölki káplán, 1857 májusában bőnyi (Győr megye), 1859-ben szendi (Komárom megye) lelkész lett. 1860 őszén fejér-komáromi esperesnek választották; de már 1861-ben Nagygeresdre hívták lelkésznek. 1863 nyarán aztán a soproni alsó esperesség szintén esperesi hivatalra emelte, 1876-ban pedig a dunántúli egyházkerület aljegyzőjévé választotta. Esperesi hivataláról később betegeskedése miatt lemondott. 1863-ban megalkotta Nagygeresd és vidéke előkelő hölgyeiből a nagygeresdi nőegyletet, melynek 240 tagja gyűjtött és osztott ki segélyeket. A tanítóegylet, lelkészértekezlet és könyvtár az alsó-soproni egyházmegyében neki köszöni létét.

## Írásai
Egyházi dolgozatai a Protestáns Egyházi és Iskolai Lapban, a Margócsy-féle prédikáció-gyűjteményben, a Házi Kincstárban (1862. Süle Sándor büki ev. lelkész, 1863. Nőegyletek, Luther és a reformatio, 1864. Luther végrendelete) az Egyházi Reformban (1873) jelentek meg; írt a helyi lapokba is (1866-80). Nagyobb dolgozata van még a «Nőnevelésről» és a «Temetők és temetkezések történeté»-ről.

## Beszédei
- Az evangyélmi egyház sarkkövei. Egyházi szent beszéd a nemes-kéri ev. toronyépítési hálaünnepélyen 1862. nov. 16. Sopron, 1863.
- Nincsen itt! Husvéti prédikáczio. Uo. 1868.
- Az iskola lépcsője. (Prédikáczio iskola megnyitáskor). Uo. 1868.
- Ki sír Pálffi József koporsójánál? Uo. 1869.
- Beszéd Mesterházy István honvédezredes emlékszobrának felállításakor. Uo. 1871.
- Gyász-elmélkedés és ima Káldy Józsefné Chernel Czeczilia felett. Uo. 1873.
- Az orgona hangja. (Prédikáczio orgona beállításakor.) Uo. 1874.
- Az igaz ember. (Temetési beszéd). Uo. 1874.
- Ki koszorúzza meg a koporsót? (Gyászbeszéd br. Radó Gedeon felett). Uo. 1876.
- Egy nőtlen lelkész. Egyházi beszéd, melyet a nagy-geresdi ev. gyülekezethez intézett 1878-ban. Uo. (Ism. Prot. Egyh. és Isk. Lap).
- «Oltsátok a tüzet!» Egyházi beszéd, melyet a tűzoltó egylet ünnepélyén mondott Nagy-Geresden 1879. szept. 28. Uo. (Ism. Prot. Egyh. és Isk. Lap 1880.).
- Mi szünteti meg a vészt? Egyházi beszéd, melyet 1880. ápr. 18. történt berekaljai tűzvész alkalmából mondott Nagy-Geresden. 1880. ápr. 25. Uo. 1880. (Ism. Egyh. és Isk. Lap).
- Egy beszélő kő. Egyházi beszéd Haubner Máté ev. superintendens emléktáblája leleplezésekor Nagy-Geresden 1885. máj. 15. Uo. 1889.